# 앨프리드 히치콕
앨프리드 조지프 히치콕 경(영어: Sir Alfred Joseph Hitchcock, KBE, 통용 표기: 알프레드 히치콕, 1899년 8월 13일 ~ 1980년 4월 29일)은 영국과 미국의 영화 감독, 영화 제작자이다. ‘서스펜스의 대가’라는 칭송을 받고 있으며, 그의 영화는 공포 영화 장르가 많다.
그의 작품은 대부분 죄 없는 사람들이 자신을 통제할 수 없는 상황에 휘말리면서 벌어지는 일을 담고 있으며, 이런 영화는 사소한 실수가 불러일으키는 것을 일깨우게 한다. 그는 감독 외에도 제작, 각본, 편집, 미술에 능하였다. 최초의 스타 감독으로 평가받기도 한다.
대표적인 작품으로는 《현기증》, 《싸이코》, 《북북서로 진로를 돌려라》, 《이창》, 《오명》 등이 있다. 대부분의 그의 대표작들은 아카데미상을 한 번도 받지 못하였으며 그의 작품들 중에 작품상을 받은 작품은 《레베카》가 유일하다.

## 생애

### 성장 과정
히치콕은 1899년 농산물 가게를 운영하는 부부의 막내아들로 런던의 레이턴스톤에서 태어났다. 아버지 윌리엄(William)은 어부 출신의 야채상인 조지프(Joseph)와 일용직 노동자의 딸 앤 머호니(Anne Mahoney)의 9남매의 자식들 중 한 명이었고 어머니 에마(Emma)는 경찰관 존 웰런(John Whelan)의 딸이었다. 히치콕은 1910년부터 스탬퍼드힐에 있는 예수회 소속 성 이그나티우스 학교에 다니게 되었는데, 이 학교의 엄격한 규율과 그에 따른 체벌은 10대 시절의 히치콕에게 많은 영향을 미쳤다.
1913년 학교를 마친 히치콕이 아직 뚜렷한 진로를 정하지 못한 상태에서 아버지 윌리엄이 1914년 신장염으로 사망했다. 히치콕은 전신회사에서 기술자로 일하게 되었으나 이 직업에 큰 매력을 느끼지 못했다. 상관의 도움으로 광고부로 이직한 히치콕은 영화와 문학에 심취했다. 주로 영국 탐정소설을 읽었지만 미국 작가 에드거 앨런 포에 매료되어, 훗날 자신이 공포영화를 만들게 된 것은 포의 작품을 읽었기 때문이라고 술회했다.

### 영화계 입문
히치콕은 영화사에서 자막을 도안하는 일을 하면서 영화계에 입문하였고, 그곳에서 영화 제작 기술을 익혔다. 1922년 히치콕은 시모어 힉스(Seymour Hicks)와 함께 공동으로 영화 《항상 부인에게 얘기하세요》(Always Tell Your Wife)를 감독했고, 본격적으로 영화계에서 두각을 나타내기 시작했다.
첫 작품 《기쁨의 정원》(The Pleasure Garden)과 두 번째 영화 《마운틴 이글》(The Mountain Eagle)은 평론가들로부터 호평을 받았다. 평범한 일상 속에 갑작스럽게 악이 침투한다는 히치콕 특유의 설정을 바탕으로 한 세 번째 영화 《하숙인》(The Lodger)에 이르러서 히치콕은 자신의 독특한 연출 스타일을 탄생시켰다.
영국 영화계에서 주목받는 신인 감독으로 자리잡은 히치콕은 1926년 1월 2일 영화 편집자 앨마 리빌(Alma Reville)과 결혼했고, 브리티시 인터내셔널 픽처스(British International Pictures)에 스카웃되었다. 이 회사에서 만든 첫 번째 영화 《링》(The Ring)은 문학 작품을 원작으로 하는 이전의 영화들과는 달리, 히치콕과 엘리엇 스태너드(Eliot Stannard)가 시나리오를 집필했고 그 외에도 여러 가지 실험적인 기법이 도입되었다. 《링》은 평론가들의 호평을 받았으나 흥행에서 큰 성공을 거두지는 못했다.
이후 유성영화의 시대가 열리면서 히치콕은 연극 대본을 원작으로 하는 자신의 영화 《협박》(Blackmail)에서 부분적으로 소리를 집어넣었고, 이 영화는 평단과 관객 양쪽에서 좋은 반응을 이끌어냈다. 그러나 히치콕은 영화제작사 측의 '무대에서 성공을 거둔 연극작품을 영화화하려는 경향'을 달갑게 여기지 않았다. 부인 앨머와 밸 밸런타인(Val Valertine)이 공동으로 시나리오를 집필한 《부자와 이방인》(Rich and Strange)과 히치콕 본인이 제작한 영화 《캠버 경의 여인들》(Lord Camber's Ladies)의 연이은 실패로 히치콕은 브리티시 인터내셔널 픽처스와 결별했다.

### 범죄 스릴러
고먼트 브리티시(Gaumont-British) 사와 재계약한 히치콕은 자신이 바라던 오리지널 시나리오를 바탕으로 한 일련의 범죄 스릴러 영화를 제작할 수 있었다. 《나는 비밀을 알고 있다》(The Man Who Knew Too Much), 《39계단》, 《비밀 첩보원》(Secret Agent), 《사보타주》(Sabotage), 《젊음과 순수》(Young And Innocent) 등 히치콕의 영국에서 만든 영화 중 대표작들이 이 시기에 발표되었다.

### 미국 진출
30년대 후반 히치콕은 미국 진출을 결정지었고, 1938년 7월 오래전부터 알던 사이인 미국의 제작자 마이런 셀즈닉(Myron Selznick)의 동생 데이비드 O. 셀즈닉과 계약했다. 감독들에게 일일이 세세한 부분까지 지시를 내리는 셀즈닉과의 공동 작업은 곧 갈등을 불러일으켰다. 그럼에도 불구하고 히치콕의 할리우드에서의 첫 영화 《레베카》는 아카데미상 작품상, 촬영상을 받으며 성공을 거두었다.
이후 히치콕은 자신의 장기인 서스펜스 영화 《의혹》(Suspicion), 《의혹의 그림자》 외에도 코미디 《스미스 부부》(Mr. & Mrs. Smith), 첩보 영화 《파괴 공작원》(Saboteur) 등 제작자 측의 요구에 따라 다양한 영화를 만들었다. 《패러딘 부인의 사랑》(The Paradine Case)을 끝으로 히치콕은 셀즈윅을 떠났다.

### 영화사 설립
제작자로부터 독립해 자신의 영화 제작사 트랜스애틀랜틱 픽처스(Transatlantic Pictures)를 세운 히치콕은 첫 컬러 영화 《로프》(Rope)를 발표했고, 이어서 《염소자리 아래서》(Under Capricorn)를 만들었지만 결과는 신통치 않았다. 영화사는 문을 닫았고 인기 배우를 기용하여 제작한 다음 작품 《무대 공포증》(Stage Fright)도 실패했다. 그러나 이 시기의 히치콕은 주식과 부동산 투자, 각종 방송과 강의에 출연함으로써 부와 명성을 누리고 있었다.
히치콕은 신인 작가 퍼트리샤 하이스미스의 소설의 판권을 사들여 영화 《열차 안의 낯선 자들》을 만들어서 좋은 결과를 얻었다. 이 즈음부터 히치콕은 《다이얼 M을 돌려라》, 《이창》, 《현기증》, 《북북서로 진로를 돌려라》, 《싸이코》, 《새》 등 그의 대표작들을 발표했다. 이후에 발표한 《찢어진 커튼》(Torn Curtain), 《토파즈》(Topaz)는 이전만큼의 좋은 결과를 거두지 못했으나, 히치콕은 일흔을 넘긴 나이에 다시 메가폰을 잡고 1972년 《프렌지》(Frenzy)를 발표해 흥행했다.
평소 과체중에 음주가 잦았던 히치콕은 점차 건강이 악화되었고, 자신의 마지막 영화 《가족 음모》(Family Plot)를 발표했다. 그는 차기작을 준비할 생각이었으나 더 이상 기력이 남아있지 않다는 이유로 영화감독에서 은퇴했다. 1980년 4월 16일 미국 영화연구소 시상식에서 한 연설이 그가 마지막으로 공식 석상에 모습을 드러낸 장면이었다. 같은 해 4월 29일 히치콕은 로스앤젤레스의 자택에서 사망했다.향년 80세.유해는 화장 후 태평양 바닷가에 뿌려졌다.

## 영화 기법

### 맥거핀
히치콕의 영화에는 맥거핀이라는 요소가 자주 등장한다. 맥거핀이란 영화의 플롯 진행에 있어서 특정한 내용이나 인물에 관해 관객의 주의를 환기시키고 내용상 무언가 중요한것임을 암시하지만 실상은 플롯의 진행에 있어 아무런 관련성도 없거나 중요하지 않은 것을 말한다. 히치콕은 맥거핀을 관객의 긴장을 고조시키는 하나의 방법으로 사용하였다.
트뤼포는 히치콕에서 맥거핀에 대해 질문했고 이에 대해 히치콕이 든 예는 오명에서의 와인병이었다. 히치콕은 맥거핀이란 관객과 등장인물들의 관심을 끄는 그 무엇이라고 말한다. 그리고 나레이터인 감독의 관심 밖에 있는 것이라고 말한다. ‘와인병에 든 우라늄 가루’는 원자폭탄을 만드는 데 없어서는 안되는 것이라고 설명을 덧붙인다. 맥거핀에 대한 일화로 히치콕은 트뤼포에게 《오명》(Notorious)의 일화에 대해서 이야기한다.
히치콕은 제작자들을 상대로 맥거핀이 되는 우라늄 가루에 대해 설득하기가 정말 쉽지 않았다고 성토했다. 프로듀서들은 원자폭탄을 만드는 물질이 왜 사랑이야기에 들어가야 하는지 전혀 납득하지 못했다. 결국 《오명》의 시나리오는 대부분의 프로듀서들로부터 거절됐고 히치콕은 이 영화의 제작과 맥거핀을 고집하기 위해 스스로 나서서 제작비를 충원했다. 맥거핀에 대한 히치콕의 신념은 확고했다. 맥거핀은 관객이 중심이 되는 히치콕의 영화에서 관객을 통제하는 장치였다. 따라서 극의 서스펜스를 위해서 맥거핀이 반드시 필요하다고 생각했다.
이 영화에서 첩보활동을 위해 나치 비밀조직의 수장 알렉스 세바스찬과 결혼까지 불사한 알리시아는 안주인으로서 세바스찬의 집으로 들어가 살게 된다. 그녀는 저택의 거실 장식장에 있던 와인병 하나를 두고 나치 조직원들끼리 냉랭한 기류가 형성되는 것을 눈치챈다. 이 와인병은 그들 사이에서도 일급비밀인 중대한 것으로 보인다. 비밀을 알아내기 위해 데블린은 알리시아와 함께 와인창고로 들어가기로 한다. 그는 알리시아에게 세바스찬이 결혼 축하파티를 열도록 청하라고 종용한다. 파티 당일, 세바스찬의 결혼기념 파티에 초대되어 온 데블린은 알리시아와 함께 지하창고에 잠입해 와인병을 찾는다. 그는 실수로 와인병 하나를 깨뜨리고 안에 들어있던 검은 색 모래입자들은 바닥에 쏟아진다. 숨막힐 듯 조여오는 서스펜스의 순간. 두 사람이 우라늄 가루와 병조각의 흔적을 치우는 동안 세바스찬은 하인을 데리고 파티에 쓸 술을 가지러 지하창고로 내려간다. 이 일로 세바스찬은 알리시아가 나치조직의 비밀을 캐기 위해 위장 결혼한 미국의스파이라는 사실을 깨닫게 된다. 그는 어머니에게 아내의 처분을 두고 의논하고 결국 두 사람은 작당해서 알리시아를 독살하기로 한다.
이렇게 검은색 가루가 든 와인병은 사건이 진행되는 모터의 역할을 한다. 관객에게 관심사는 데블린과 알리시아의 불가능해보이는 사랑의 감정이 어떻게 될 것인가에 있다. 관객은 와인병에 호기심을 기울이게 되고 나중에 와인병이 깨져 버리면서 사건은 더 발전하지만, 중요한 점은 관객은 더 이상 와인병에 관심을 기울이지 않게 된다. 와인병은 깨어져 관심을 끈 순간, 그것으로 본래 임무를 완수한 것이다. ‘원자폭탄을 제조하는 데 꼭 필요한 우라늄 입자가 든 와인병’ 은 나치의 구체적인 계획과 미국의 첩보활동이라는 서브 테마에 관심을 두게 유도할 뿐이다. 그렇기 때문에 와인병은 이야기를 진전시키고 중간에 사라져버리는 맥거핀이라 할 수 있다.
1958년에 만들어져 큰 성공을 거둔 작품 《북북서로 진로를 돌려라》에서 맥거핀은 두 가지가 있다. 그것들은 관객과 등장인물들의 주의를 끄는 사람과 사물로 나타난다. 주인공 로저 O. 쏜힐(캐리 그란트)은 악당들로부터 아무 잘못없이 캐플란으로 오인이 되어버린다. 쏜힐은 캐플란이 과연 누구인가를 알아내기 위해 유엔빌딩으로 가게 된다. 그러나 그는 사람들이 보는 앞에서 살인누명까지 쓰게 되고 도주자 신분으로 전락하고 만다. 그는 미국을 횡단하며 갖은 모험을 겪게 된다. 그런데 쏜힐의 도주라는 사건의 발단이 되는 ‘캐플란’은 실제로는 존재하지 않는 인물이다. 조직내에서 일명 ‘교수’라 불리는 CIA 요원은 회의중 반담이라는 악당의 조직에 잠입시킨 요원의 신변을 보호하기 위해 자신이 지어낸 인물이라고 말한다.
이렇게 캐플란이 맥거핀이었다는 사실은 영화 시작 45분이 경과한 후 간단하게 밝혀진다. 관객은 이러한 사실을 전혀 모르는 쏜힐이 캐플란을 만나기 위해 기차에 오르는 모습을 보고 서스펜스를 느끼게 되는 것이다. 기차안에서 만난 이브 캔달이라는 묘령의 여인의 도움을 받아 경찰과 반담무리들의 눈을 속인다. 이브는 쏜힐에게 캐플란의 전언이라면서 황야 한 가운데로 가서 기다리라고 한다. 그러면 캐플란이 나타날 것이라고 말한다. 물론, 캐플란을 쏜힐은 결코 만날 수 없다.
이 영화에서 사용된 또 하나의 맥거핀은 손에 들 수 있는 작은 고대 조각상이다. 이것은 이브가 반담으로부터 필사적으로 빼앗아서 도주하는 물건으로 나온다. 하지만 반담이 경매장에서 낙찰받은 고가의 유물로만 나올 뿐, 구체적으로는 언급되지 않는다. 러쉬모어산으로 도주한 이브와 쏜힐은 생명이 위태로운 순간까지도 조각상을 악당들에게 넘겨 주지 않으려 필사적으로 노력한다. 조각상이 땅에 떨어져 산산조각이 나는 순간 관객은 그 안에 마이크로 필름조각이 들어있는 것을 보지만 그것은 잠시 화면에 잡힐 뿐이다. 그 이상의 의미는 없다. 그것이 기밀정보를 담은 것이라는 암시에 그칠 뿐 그 내용에 대해서 히치콕은 영화에서 전혀 다루지 않는다. 쏜힐은 이브를, 이브는 이 조각상을 지키기 위해 목숨을 건다는 사실 자체는 서스펜스를 낚는 미끼에 불과했기 때문이다.

### 카메오 출연
히치콕의 영화는 또한 감독 자신이 영화 속 어딘가에 모습을 드러내는 것으로 유명하며, 그것을 찾는 것 또한 한 재미가 된다. 영화의 등장방법은 지나가는 행인등이나 때로는 영화속 신문기사에 등장하기도 한다.

## TV드라마 사회
히치콕 감독은 《히치콕 극장》시리즈(Alfred Hitchcock Present, 1955년-1961년)의 사회,작품의 원작과 주제선정,감수를 맡았는데, 이 프로그램은 1958년 그 해의 최고 방송 시리즈로서 골든 글로브상을 받았다. 후에 드라마의 인기가 높아지자 1961년부터 방영 시간이 30분에서 한시간으로 늘어났다. 제목도 《Alfred Hitchcock Hour》로 바뀌었다. 영화업계가 새로운 매체인 TV와의 경쟁으로 고전을 면치 못하고 있을 때, 히치콕은 TV시리즈에 출연함으로써 자신의 인기를 높였고 이름을 알렸다.

## 추리소설 잡지 창간
히치콕 감독은 1956년 12월 추리소설 잡지 《앨프리드 히치콕 미스터리 매거진》(Alfred Hitchcock Mystery)를 창간하였다(실제로 히치콕 감독은 잡지의 편집 등에 일절 관여하지 않았으며 단순히 이름과 초상권을 대여해준 것 뿐이었지만 이 잡지로 인해 그는 연간 10만 달러의 수입을 올렸다). 초기에는 콘텐츠가 평범해서 금방 사라질 것으로 보았으나, 우수작가들의 참여로 콘텐츠의 수준이 높아지고, 대중들에게 작품성을 인정받으면서 꾸준히 간행되고 있다.
1997년에는 코지(Cozy)장르(한정된 공간에서 범죄가 벌어지는 설정의 미국 추리소설장르, 하드보일드에 상대되는 용어)의 《누가 머피 부인의 차우더에 독을 넣었는가?》(Who Put The Poison In Mrs.Murphy's Chowder?)를 선보이기도 했다.

## 서훈
- 1980년 대영 제국 훈장 2등급(KBE, 작위급 훈장)[14][주 1][주 2]

## 주해
1. ↑  사망 이전 1980년 신년 서훈(1980 New Year Honours)으로 발표된 것으로, 추서에 해당하지 않는다. 대영 제국 훈장은 생존자에게만 주어진다.
2. ↑  앨프리드 히치콕은 1956년에 미국 시민권자가 되었지만, 1980년 당시까지 영국 시민권을 포기하지는 않았기 때문에 영국의 훈장을 정식으로 받는 데에 절차상 문제되는 점은 없었다.

## 같이 보기
- 앨프리드 히치콕의 카메오 목록

## 참고 문헌

### 참고 자료
- 프랑수아 트뤼포, 《히치콕과의 대화》
- 베른하르트 옌드리케, 《앨프레드 히치콕》, 한길사, 1997